# Colletes stachi
Colletes stachi är en biart som beskrevs av Noskiewicz 1958. Colletes stachi ingår i släktet sidenbin, och familjen korttungebin. Inga underarter finns listade i Catalogue of Life.